# Apleurotropis aeneoscutellum
Apleurotropis aeneoscutellum är en stekelart som först beskrevs av Girault 1915.  Apleurotropis aeneoscutellum ingår i släktet Apleurotropis och familjen finglanssteklar. Inga underarter finns listade i Catalogue of Life.